# Синчук Василь Людвігович
Василь Людвігович Синчук (31 березня 1960) — український правознавець. Заслужений юрист України, доктор юридичних наук. Прокурор Автономної Республіки Крим (2014—2016).

## Життєпис
Народився 31 березня 1960 році. У 1978 році закінчив Кам'янець-Подільський будівельний технікум. У 1985 році закінчив Харківський юридичний інститут.
З 1985 року співробітник органів прокуратури. Працював стажистом на посаді слідчого прокуратури Жовтневого району Харкова, потім — слідчим і старшим слідчим цієї ж прокуратури.
Пізніше працював в прокуратурі Комінтернівського району, а також в прокуратурі м. Харкова на посаді слідчого з особливо важливих справ.
З 1994 року — начальник відділу нагляду за додержанням законів спеціальними підрозділами по боротьбі з організованою злочинністю прокуратури області, потім — начальник відділу нагляду за додержанням законів про національну безпеку прокуратури області.
У 1997—1999 рр. — прокурор Московського району міста Харкова.
У 1999—2000 рр. — прокурор міста Харкова, згодом — заступник і перший заступник прокурора Харківської області.
З лютого 2004 по 2010 р — прокурор Харківської області.
У липні 2010 р написав заяву про відставку і був переведений на роботу в Генеральну прокуратуру України.
9 березня 2014 року — знову був призначений прокурором Харківської області.
27 серпня 2014 року — генеральний прокурор України Віталій Ярема повідомив, що Синчук призначений прокурором Полтавської області.
29 серпня 2014 по 22 серпня 2016 — прокурор Автономної Республіки Крим,

## Напад
12 березня 2012 року близько 20.30 до чергової частини Київського райвідділу міста Харкова надійшло повідомлення про те, що біля під'їзду житлового будинку по вулиці Петровського стався вибух невідомого предмета. В результаті вибуху постраждав Василь Синчук, та два його супутника. Злочин розкрито не було.

## Нагороди та відзнаки
- Нагрудний знак «Почесний працівник прокуратури України».
- Нагрудний знак «Подяка за сумлінну службу в органах прокуратури» 1 ступеня,
- Нагрудний знак «Подяка за довготривалу бездоганну службу в органах прокуратури».
- Почесна грамота Верховної Ради України (2005).